# Römisch-katholische Kirche in Bosnien und Herzegowina
Die römisch-katholische Kirche in Bosnien und Herzegowina ist die kirchliche Organisation der römisch-katholischen Gläubigen in Bosnien und Herzegowina. Ende 2015 zählte sie 405.752 Gläubige, wovon wiederum ungefähr 5.000 der mit Rom unierten griechisch-katholischen Eparchie Križevci angehören. Somit sind bei einer Gesamteinwohnerzahl von 3,5 Millionen ungefähr 11,59 Prozent der Bevölkerung Katholiken. Vor den Kriegsereignissen der 1990er Jahre betrug die Zahl der römisch-katholischen Christen ca. 800.000 Gläubige.
Der überwiegende Teil der bosnisch-herzegowinischen Katholiken sind der kroatischen Volksgruppe in Bosnien und Herzegowina zuzuordnen.

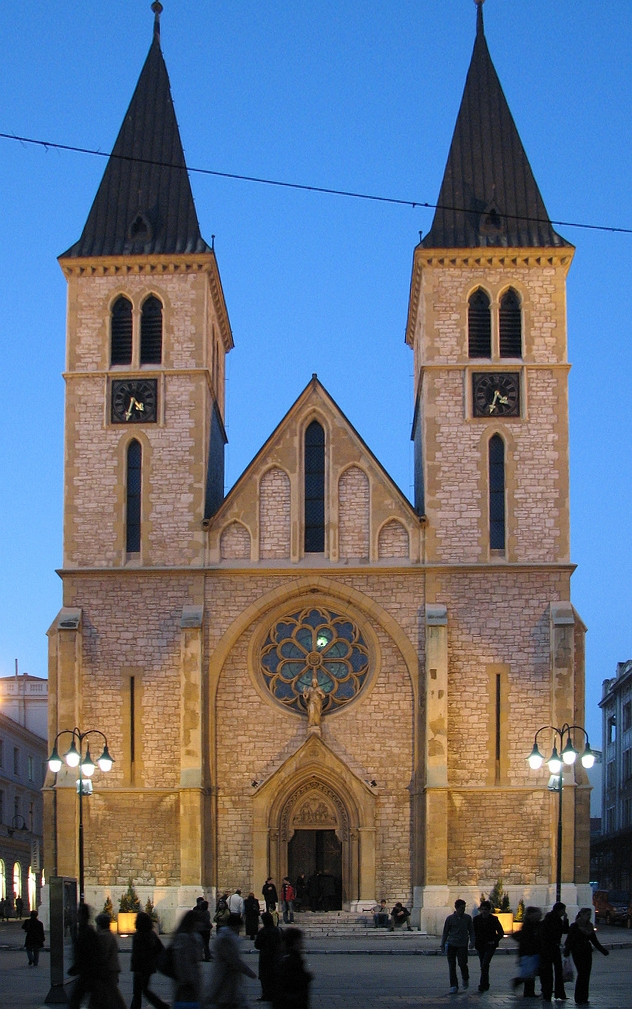
Herz-Jesu-Kathedrale in der Hauptstadt Sarajevo

## Organisation

### Lateinische Kirche
Die Kirchenprovinz Vrhbosna umfasst das gesamte Staatsgebiet von Bosnien und Herzegowina sowie das Gebiet der Diözese Skopje in Nordmazedonien. Der Metropolit der Kirchenprovinz ist der jeweilige Erzbischof von Vrhbosna mit Sitz in Sarajevo (gegenwärtig Kardinal Vinko Puljić). Die Erzdiözese wurde im Jahr 1067 gegründet. Suffraganbistümer sind Banja Luka (1881) und das 1890 aus zwei Diözesen vereinigte Bistum Mostar-Duvno Trebinje-Mrkan.
Die 277 Pfarreien des Landes werden von 235 Welt- und 347 Ordenspriestern betreut. Zusätzlich gibt es 522 Ordensschwestern.

#### Bistümer
- Erzbistum Vrhbosna
  - Bistum Banja Luka
  - Bistum Mostar-Duvno
  - Bistum Trebinje-Mrkan (Die Verwaltung des Bistums obliegt den Bischöfen von Mostar)

### Byzantinische Kirche in Kroatien und Serbien
- Griechisch-katholisches Vikariat in Bosnien und Herzegowina der kroatischen Eparchie Križevci

## Geschichte

### Entwicklung in Bosnien
Etwa im 7./8. Jahrhundert wurde das Gebiet des heutigen Bosnien und Herzegowina von Dalmatien und Ungarn aus christianisiert. Ein eigenes bosnisches Bistum wurde im 11. Jahrhundert gegründet. Es unterstand dem Erzbischof in Split. Die Liturgie der Messfeier wurde glagolitisch, das heißt in der Volkssprache abgehalten. Erst die Dominikaner versuchten die Latinisierung der Messfeier durchzusetzen. Ihren Versuchen widersetzten sich die Anhänger der Bosnischen Kirche, die sich, wohl unter Einfluss bogomilischer Lehren, gebildet hatte. Im Jahre 1291 kamen erstmals Franziskaner nach Bosnien. Davor übernahmen die Dominikaner und die glagolitischen Weltpriester die Seelsorge. Im Jahre 1330 hatten die Franziskaner die Dominikaner in diesem Aufgabenbereich verdrängt und im ganzen Land die Organisation der Seelsorge übernommen. Papst Johannes XXII. beauftragte sie gleichzeitig, als einzige Inquisitoren gegen die Bosnische Kirche vorzugehen. Die Zahl der Franziskaner nahm im Laufe der Zeit zu. Zugleich verringerte sich die Zahl der glagolitischen Weltpriester – diesbezüglich auch die Messfeiern in der glagolitischen Volkssprache – bis zu ihrem völligen verschwinden in der Mitte des 19. Jahrhunderts (Beispiele des schrittweisen Verschwindens der glagolitischen Messfeier sind gut dokumentiert worden in den Pfarreien Vir und Vinica). Als im Jahre 1878 Österreich-Ungarn das Gebiet Bosnien übernahm, gab es keinen einzigen Weltpriester mehr.

### Entwicklung in der Herzegowina
Die Lage der katholischen Kirche war in der Herzegowina ganz anders als in Bosnien. Dort bestanden bereits zwei Bistümer: das Bistum Trebinje-Mrkan im Osten, welches in einer päpstlichen Urkunde aus dem Jahre 1022 erstmals genannt wird, und das Bistum Mostar-Duvno im Westen, das im Jahre 1300 erneuert wurde. In dem Gebiet von Trebinje (unterstützt durch Jesuiten und Franziskanermissionare) konnten die einzigen Weltpriester zeitweilig alle türkischen Verfolgungen überleben, sodass sie bis zum Türkenabzug im Jahre 1878 die einzigen Weltpriester in der Herzegowina waren. Bis ins Jahr 1818 wurden die Bischöfe von Trebinje vom Apostolischen Stuhl ernannt. Danach war die Administration zunächst einem gewählten Delegaten des Dubrovniker Domkapitels anvertraut, ab dem Jahre 1839 dem Bischof von Dubrovnik. Seit 1890 ist der Bischof von Mostar Apostolischer Administrator des Bistums Trebinje-Mrkan. Das Bistum Duvno hatte bis zur zweiten Hälfte des 17. Jahrhunderts einen eigenen Bischof. Der letzte Bischof war Michael Jan aus Prag (1658–1663). Er konnte sich in der verwüsteten Diözese, in der zu jener Zeit kaum noch gläubige Katholiken lebten, nicht niederlassen. Um dieser Situation Abhilfe zu schaffen, errichtete der Heilige Stuhl 1735 das Apostolische Vikariat Bosnien. Ausgenommen war das Gebiet des Bistums Trebinje-Mrkan. Nach langjährigen und heftigen Streitigkeiten wurde Pater Rafo Barišić mit Unterstützung der türkischen Obrigkeit des Landes verwiesen. Er ging in die Herzegowina und gründete dort im Westen im Jahre 1846 das Apostolische Vikariat der Herzegowina.

### Osmanische Herrschaft (1463–1878)

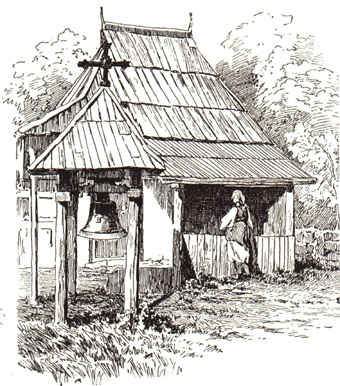
Katholische Kapelle in Bosnien zur Zeit der Osmanen

In dieser Epoche der Geschichte war das christliche Volk im Grunde rechtlos. Es war fast völlig in gemeiner Knechtschaft gezwungen. Es gab Zeiten, wo die Osmanen die Kinder christlicher Eltern wegnahmen (Knabenlese) und wegführten. Die Lage der katholischen Christen (als verkörperten Teil der Kirche Roms) war schwieriger als die der
serbisch-orthodoxen Christen. Die Hierarchie der serbisch-orthodoxen Christen unterstand direkt dem Sultan und ermöglichte somit manche Erleichterungen im täglichen und religiösem Leben. Nicht selten wurden die Katholiken, deren Sympathien in der Regel auf Seiten der Westmächte lagen – sich gegen die türkische Herrschaft stemmend –, nach jedem gescheiterten Aufstand umso stärker verfolgt. Tausende verließen den Machtbereich des Osmanischen Reiches in die freien kroatischen Gebiete. Überwiegend nach Norden in die zu der Zeit österreichisch-ungarischen oder nach Südwesten in die venezianischen Landesteile Kroatiens. Von denen, die im Osmanischen Machtbereich blieben, traten einige zum Islam über und andere in die serbisch-orthodoxe Kirche ein. Somit war einstmals die zahlenmäßig absolut stärkste Bevölkerungsgruppe zum Zeitpunkt der Übernahme durch Österreich-Ungarn nur noch eine Minderheit. Im Jahre 1878 nahmen die 209.391 Katholiken von Bosnien und Herzegowina mit 18,08 % nach den Muslimen und Serben den dritten Platz ein. Es gab noch 119 Pfarreien, 54 eigene Religionsschulen. Es herrschte Mangel an Priestern und Ordensschwestern. Erst 1871 kamen sie erstmals nach Sarajevo zurück. Die einzige Druckerei befand sich im Jahre 1872 in Mostar. Somit war der Analphabetenanteil unter den Katholiken groß.

### Wiederherstellung unter der Herrschaft Österreich-Ungarns (1878–1918)
Die Wiederherstellung der Kirchenverwaltung in Bosnien und Herzegowina war erst nach dem Niedergang des Osmanischen Reiches möglich. Während des österreichisch-ungarischen Kondominiums erlebte die katholische Kirche in mehr als einer Hinsicht eine echte Blüte. Die Zahl der Gläubigen nahm zu. In Land siedelten sich auch eine Reihe unierter griechisch-katholischer Christen aus anderen Teilen des Reiches an. Für sie wurden dann eigene Pfarren gegründet.
Mit der päpstlichen Bulle Ex hac augusta vom 5. Juli 1881 errichtete Papst Leo XIII. die Kirchenprovinz Vrhbosna, erhob das im 7. Jahrhundert errichtete Bistum Vrhbosna zum Erzbistum, mit Sitz in Sarajevo, benannte das im 6. Jahrhundert gegründete Bistum Duvno in Bistum Mostar-Duvno mit Sitz in Mostar um und errichtete das Bistum Banja Luka mit Sitz in Banja Luka. Das Bistum Trebinje-Mrkan blieb außen vor. Nach dem Tod von Bischof Nikola Feric 1819 hat der Heilige Stuhl keinen Bischof mehr ernannt; ein Mitglied des Domkapitels von Dubrovnik sollte das Bistum als „Apostolischer Delegat“ verwalten. Mit apostolischem Schreiben vom 12. September 1839 setzte Papst Gregor XVI. die Bischöfe von Dubrovnik als Apostolische Administratoren für das Bistum Trebinje-Mrkan ein. 1890 wurde der Bischof von Mostar Apostolischer Administrator des Bistums Trebinje-Mrkan. Diese Kirchenorganisation hat sich bis heute erhalten.
Priesterseminare wurden gegründet, so 1890 in Travnik. Dieses Priesterseminar siedelte sich im Jahre 1893 in Sarajevo an. Franziskaner gründeten im Jahre 1895 ein Priesterseminar in Mostar und 1909 eines in Sarajevo; dieses wurde durch die Zusammenlegung der Klosterschulen von Livno und Kraljeva Sutjeska möglich.
Auch klassische Gymnasien entstanden. Im Jahre 1882 wurde in Travnik ein erzbischöfliches Gymnasium gegründet, in Kreševo ein Franziskanergymnasium, welches sich seit dem Jahre 1900 in Visoko befindet. Auch in Široki Brijeg wurde 1889 ein Franziskanergymnasium gegründet. All dies wurde zum größten Teil vom Staat finanziert. Auch Schwesterorden kamen ins Land und eröffneten Schulen. Erzbischof Josef Stadler gründete im Jahre 1890 den Orden Dienerinnen vom Kinde Jesus. Die Zahl der Ordensfrauen nahm stetig zu und es kam bald zur Gründung von Ordensprovinzen in Sarajevo sowohl der Schulschwestern des Franziskusordens wie auch der Dienerinnen vom Kinde Jesus. Auf diese Weise, vor allem durch das Wirken der Ordensfrauen, widmete sich die katholische Kirche der Fürsorge der Kinder, besonders von solchen aus mittellosen Familien. Es ermöglichte ihnen die Schulbildung.
Auch das katholische Zeitungswesen nahm seinen Anfang.

### Erstes Jugoslawien (1918–1941)
Auch nach dem Jahre 1918 im neu gegründeten Königreich der Serben, Kroaten und Slowenen hielt das Wachstum der katholischen Kirche in mancher Hinsicht an. Die häufigen Versuche des neuen Staates, sich in innerkirchliche Angelegenheiten einzumischen, begegnete die Kirche mit Widerstand. Diesbezüglich kam es nicht selten zum Streit. Priester wurden strafrechtlich verfolgt, insbesondere wegen nationalkroatischer Betätigung. Mit derselben Begründung wurden einige Kirchenzeitungen verboten. Auf Kosten der römisch-katholischen Kirche unterstützte der Staat die Ausbreitung der Altkatholischen Kirche. Gekennzeichnet war diese Zeit durch die Polemik der gewissermaßen Staatsreligion gewordenen Orthodoxie gegenüber der katholischen Kirche als „feindlicher“ Konfession. Der Konflikt gipfelte im Widerstand der serbisch-orthodoxen Kirche gegen die Unterzeichnung des Konkordats Mitte der 1930er Jahre.

### Zweiter Weltkrieg (1941–1945)
Während des Zweiten Weltkriegs und kurz nach Kriegsende wurden zahlreiche Gläubige und Priester getötet und zahlreiche Kirchen zerstört. Auf dem Gebiet des Königreiches Jugoslawien wurden 380 Amtsträger der Kirche ermordet, davon 34 von nationalistischen serbischen Tschetniks und 346 von kommunistischen Tito-Partisanen. Unter den Ermordeten befanden sich 2 Bischöfe, 350 Priester, 24 Theologen und 4 Laienbrüder.

### Zweites Jugoslawien (1945–1991)
Katastrophal war die Lage in der Nachkriegszeit, vor allem 1945. Viele Priester wurden umgebracht oder zur Zwangsarbeit verurteilt. Ende der 1940er Jahre gab es eine Zeit lang in ganz Bosnien und Herzegowina keinen Bischof. Priester, die sich noch im Lande befanden, versuchte der neue Staat über die Standesorganisation „Dobri Pastir“ (Guter Hirte) zu kontrollieren. Das erzbischöfliche Priesterseminar in Sarajevo und das Franziskanerkloster in Mostar sowie auch die kirchlichen Gymnasien in Travnik und Široki Brijeg wurden geschlossen. Ordensschwestern wurden des Landes verwiesen. Fast das gesamte Eigentum der römisch-katholischen Kirche wurde konfisziert und allen kirchlichen Einrichtungen jegliche Tätigkeit untersagt. Eine katholische Presse gab es nicht mehr.
Im Jahre 1960 ließ die Verfolgung der katholischen Kirche durch den Staat Jugoslawien etwas nach. Allmählich kam wieder eine katholische Presse auf und unter zähen Verhandlungen konnten die Bischöfe im Jahre 1969 das Priesterseminar eröffnen, aber erst nachdem sie ihr eigenes Gebäude vom Staat zurückgekauft hatten. Es durften wieder Ordensschwestern ins Land. Die römisch-katholische Kirche konnte allgemein gesehen unter den gegebenen Umständen ihre Aufgaben doch besser wahrnehmen.
Der Zerfall Jugoslawiens im Jahre 1991 war gekennzeichnet durch den Ausbruch neuer Kriege sowie die Entstehung neuer Staaten aus den ehemaligen Teilrepubliken. Mit dem Zerfall des alten Bundesstaates hörte auch die gleichnamige Bischofskonferenz auf zu existieren. Für jeden neu entstandenen Staat ernannte der Apostolische Stuhl eine neue Bischofskonferenz, so auch die Bischofskonferenz für Bosnien-Herzegowina.

### Bosnienkrieg (1992–1995) und Gegenwart

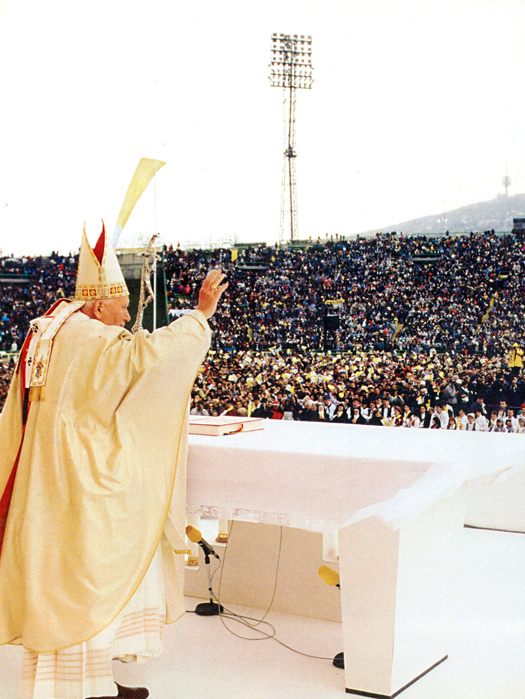
Papst Johannes Paul II. bei seinem Besuch im Jahr 1997

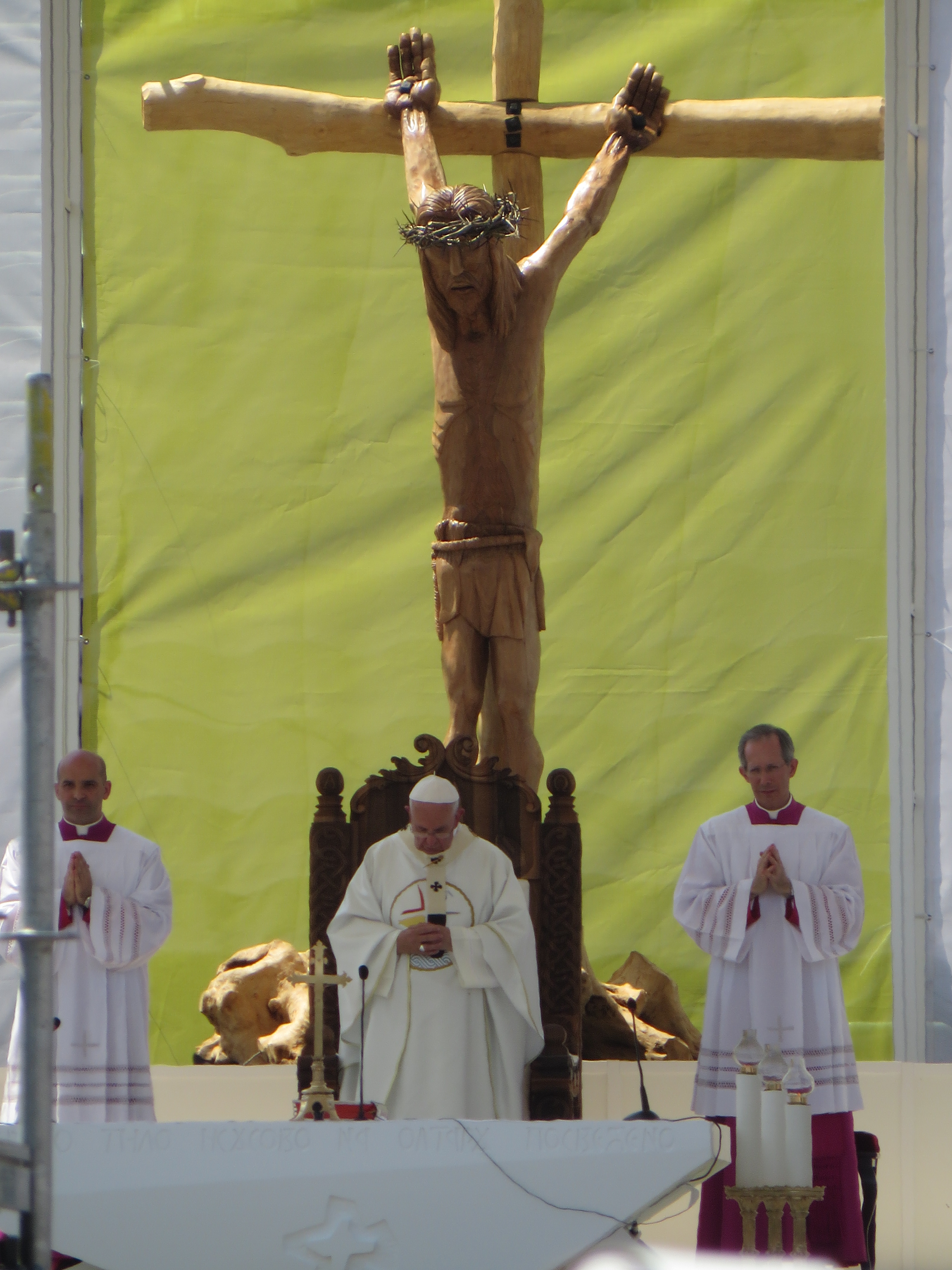
Papst Franziskus hält bei seinem Besuch die Heilige Messe in einem Stadion in Sarajevo (2015)

Der Bevölkerungsanteil der römisch-katholischen Christen beträgt nach dem Bosnienkrieg von 1992 bis 1995 heute nur noch knapp 10 % der Gesamtbevölkerung von Bosnien und Herzegowina. Aus Sicht der Bischofskonferenz von Bosnien und Herzegowina ist der Rückgang der katholischen Bevölkerung nicht nur ausschließlich durch die jüngsten Kriegsereignisse zu bewerten, sondern auch durch den politischen Status der katholischen, überwiegend kroatischen Bevölkerung des Landes, die eine der drei konstitutiven Volksgruppen darstellt. Bereits im Jahre 1995 stellten die Bischöfe von Bosnien und Herzegowina ihre Ansichten über die Entwicklung der politischen Gesamtsituation des Landes in Verbindung mit der Umsetzung des Dayton-Vertrags in einem Offenen Brief am 10. Dezember 1995 der Weltöffentlichkeit dar. In den Jahren 1997 und 2003 unternahm Johannes Paul II. als erster Papst in der Kirchengeschichte, pastorale Auslandsreisen nach Bosnien und Herzegowina. 1997 traf dabei unter anderem mit den Vertretern der anderen Religionsgemeinschaften und politischen Vertretern wie dem Staatspräsidenten Alija Izetbegović zusammen. Am 25. Oktober 2007 wurde im Vatikan ein Konkordat zwischen dem Heiligen Stuhl und Bosnien und Herzegowina unterschrieben. Diesem war ein gegenseitiges Abkommen vom 19. April 2006 vorausgegangen. Željko Komšić, Mitglied des Staatspräsidiums von Bosnien und Herzegowina äußerte sich dazu: „Dies ist ein sehr wichtiger Moment für mein Land. Es handelt sich um eine historisch sehr bedeutende Geste. Das Abkommen ist auch ein Zeichen für den gesamten Balkan. Denn heute haben wir bewiesen, dass Bosnien und Herzegowina ein vollwertiges Mitglied der Europäischen Gemeinschaft der Völker sein kann. Vielleicht verstehen das viele bei uns noch nicht, was dieses Abkommen konkret bedeutet.“ Kardinalstaatssekretär Tarcisio Bertone äußerte sich zum Konkordat und betonte, dass die römisch-katholische Kirche einen wichtigen Beitrag an der Friedenssicherung und der Stabilität in dem ethnisch-konfessionell geteilten Land zu leisten vermöge. Der Kirche sind in Bosnien und Herzegowina durch das geschlossene Konkordat Entfaltungsmöglichkeiten in den Bereichen der Kultur, Erziehung, der Pastoral, der Caritas und den Medien garantiert. Dazu ermöglicht es der bilateral geschlossene Vertrag der Kirche in Bosnien und Herzegowina, Schulen und wohltätige Einrichtungen zu eröffnen. Im Jahr 2015 unternahm auch Papst Franziskus eine Auslandsreise nach Bosnien-Herzegowina.

### Anzahl der Gläubigen durch die Jahrhunderte
Das größte Problem der römisch-katholischen Kirche in Bosnien und Herzegowina ist seit langem der unablässige Rückgang der katholischen Bevölkerung bzw. der Kroaten in Bosnien und Herzegowina. Aus den angegebenen Zahlen der Gläubigen ist dies ersichtlich. Die Statistik enthält Ergebnisse der amtlich-staatlichen Volkszählungen, bei denen bis ins Jahr 1948 immer die konfessionellen und danach die nationalen Zugehörigkeiten festgehalten wurden. Der Rückgang des katholischen Bevölkerungsanteils in der Zeit der osmanischen Herrschaft war drastisch. Die Zahlen mit Beginn der österreichisch-ungarischen Herrschaftsperiode zeigen eine allmähliche Steigung an. Aber nach dem Zweiten Weltkrieg, vor allem nach dem Jahre 1971 (dem kroatischen Frühling) nahmen die Zahlen wieder ab. Der Bosnienkrieg von 1992 bis 1995 (die letzte Volkszählung im Gebiet des ehemaligen Jugoslawiens fand im Jahre 1991 statt) führte statistisch innerhalb von nur fünf Jahren zur annähernden Halbierung der katholischen Bevölkerung in Bosnien und Herzegowina.
| Jahr      | Anzahl der Katholiken | Bevölkerungsanteil |
| --------- | --------------------- | ------------------ |
| 1400–1450 | ca. 750.000           | ca. 87 %           |
| 1879      | ca. 209.391           | 18,08 %            |
| 1895      | ca. 334.142           | 19,88 %            |
| 1910      | ca. 434.061           | 21,31 %            |
| 1921      | ca. 440.431           | 23,48 %            |
| 1931      | ca. 557.836           | 24,01 %            |
| 1948      | ca. 614.123           | 23,90 %            |
| 1953      | ca. 654.227           | 23,00 %            |
| 1961      | ca. 711.665           | 21,70 %            |
| 1971      | ca. 772.491           | 20,60 %            |
| 1981      | ca. 758.140           | 18,40 %            |
| 1991      | ca. 760.852           | 17,40 %            |
| 2007      | ca. 480.000           | 10,00 %            |
| 2013      | ca. 432.177           | 9,60 %             |

## Hohe Amtsträger

### Apostolische Vikare von Bosnien
- 1735–1740 Matija Delivić, OFM
- 1740–1767 Pavao Dragičević, OFM
- 1767–1772 Marijan Bogdanović, OFM
- 1772–1784 Marko Dobretić, OFM
- 1784–1798 Augustin Botoš-Okić (Occhich) OFM (Titularbischof von Trapezopolis)
- 1798–1813 Grgo Ilijić, OFM
- 1813–1832 Augustin Miletić, OFM
- 1832–1846 Rafael Barišić, OFM (Titularbischof von Azotus)
- 1851–1853? Andrea Karačić, O.F.M.Oss.
- 1854–? Marian Šunić, O.F.M.Oss.
- 1861–? Sebastiano Franković, O.F.M.Oss.
- 1866–1881 Paškal Vujičić, OFM (Titularbischof von Antiphellus)

### Apostolische Vikare der Herzegowina
- 1846–1853 Rafael Barišić, OFM, (Titularbischof von Azotus)
- 1854–1879 Andeo Kraljević, OFM (Titularbischof von Metellopolis)
- 1880–1881 Paškal Buconjić, OFM (Titularbischof von Magydus)

### Apostolische Nuntien von Bosnien und Herzegowina
Seit der Unabhängigkeit von Bosnien und Herzegowina waren folgende Geistliche als Apostolischer Nuntius in Bosnien-Herzegowina diplomatische Vertreter des Heiligen Stuhls:
- 1993–1998 Francesco Monterisi
- 1999–2003 Giuseppe Leanza,
- 2003–2005 Santos Abril y Castelló
- 2005–2012 Alessandro D’Errico
- 2012–2021 Luigi Pezzuto
- seit 2022 Francis Assisi Chullikatt

## Wallfahrts- oder Pilgerstätten
- Hrasno (Marienheiligtum)

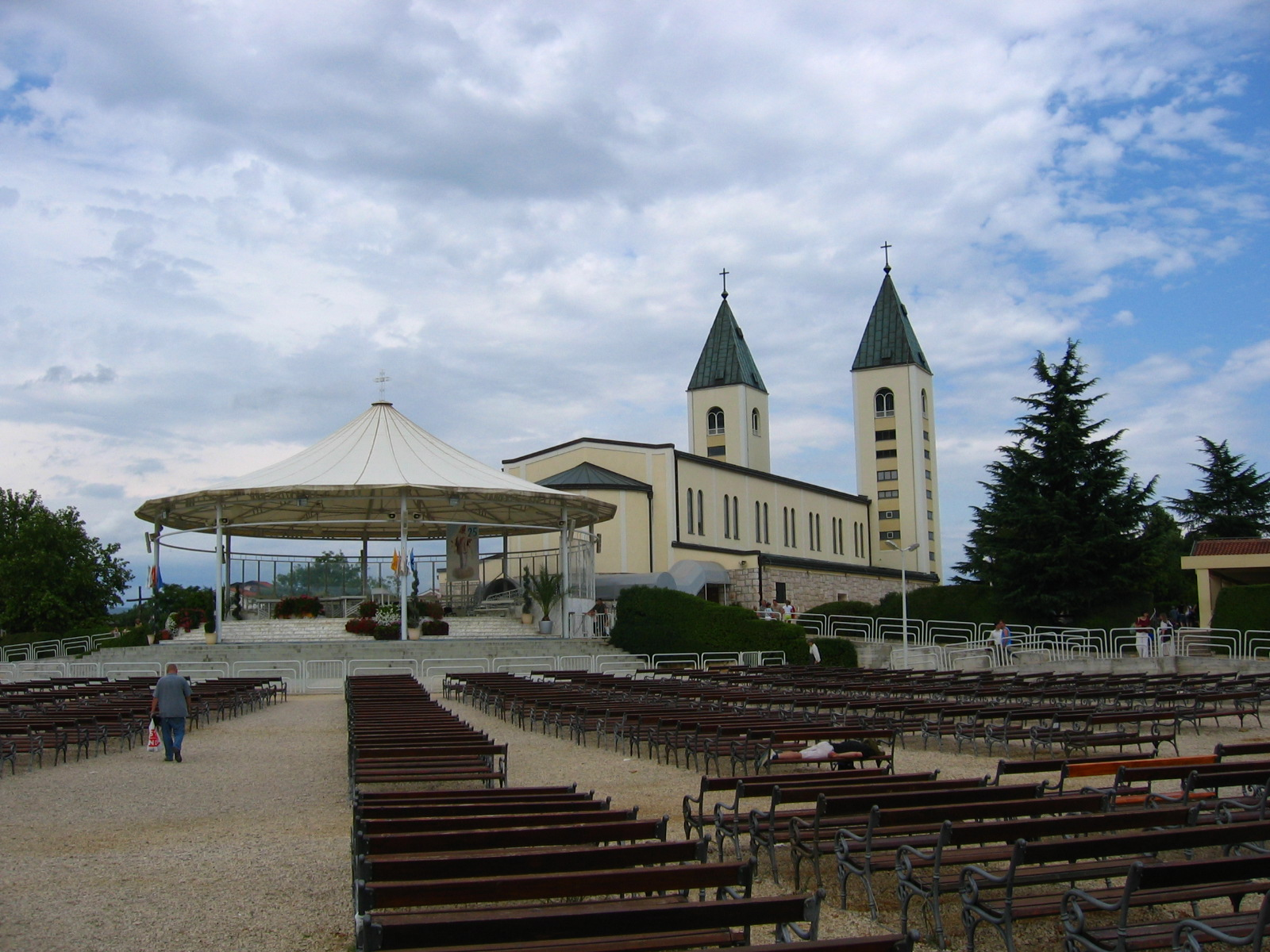
Sankt-Jakobs-Kirche in Međugorje

- Kondzilo (Wallfahrtsort)
- Studenci (Wallfahrtsort)
- Ostalo (Wallfahrtsort)
- Međugorje (vom Hl. Stuhl wurde 2025 das "nihil obstat" erteilt)

## Selige und Heilige
Wie in der römisch-katholischen Kirche in Kroatien werden in der römisch-katholischen Kirche in Bosnien und Herzegowina folgende Selige verehrt:
Der Zagreber Kardinal Alojzije Stepinac, Josip Lang, Petar Barbarić, Ivan Merz, der Franziskanerpater Ante Antić, die letzte bosnische Königin römisch-katholischer Konfession, Katarina Kosača-Kotromanić, die Ordensschwester Marija Petković, der Franziskaner Jakob von Zadar, Oton von Pula, Gracije von Kotor, Ozana Kotorska und August Kazotić, Ozana (Hozana) Kotorska.
Zu den katholischen Heiligen in Bosnien und Herzegowina zählen: Der Franziskanerpater Leopold Mandić, der Franziskaner und Märtyrer Nikola Tavelić wie auch der Märtyrer Marko von Križevci.

## Ordensprovinz der Franziskaner
Die Ordensprovinzen der Franziskaner in Bosnien sind im Laufe der Jahrhunderte mehrmals geteilt worden. Neue Provinzen entstanden, aber immer außerhalb der osmanischen Gebiete Bosniens und der Herzegowina. Die Teilung, durch die die Franziskanerprovinz Bosna Argentina (benannt nach dem Gebiet um Srebrenica wo Silber abgebaut wurde) auf die Ausmaße der türkischen Provinz Bosnien und Herzegowina reduziert wurde (was ihren in etwa heutigen Grenzen entspricht), wurde im Jahre 1757 vollzogen. Es kam allerdings auch nach dem Jahre 1757 noch zu weiteren Teilungen innerhalb der Ordensprovinz. Im Zusammenhang mit den Ereignissen der Gründung des Apostolischen Vikariats der Herzegowina wurde im Jahre 1852 innerhalb der Grenzen dieses neuen Vikariats die herzegowinische Franziskanerprovinz gegründet. Sie wurde dann 1892 nach ihrem 50-jährigen Bestehen offiziell zur Provinz erhoben. Diese Provinzen bestehen auch heute noch, die erste mit Sitz in Sarajevo die zweite mit Sitz in Mostar.

## Griechisch-Katholische Kirche
Die griechisch-katholische Kirche ist im Staatsgebiet von Bosnien und Herzegowina ausschließlich im Landesteil Bosnien ansässig. Ihr gehören ca. 5000 Gläubige an. Die Mehrheit der Gläubigen der griechisch-katholischen Eparchie Križevci (Kroatien) sind fast ausschließlich ukrainischer Herkunft. Die Pfarrgemeinden des Vikariats Bosnien-Herzegowina befinden sich in Kozarac, Banja Luka, Cerovljani, Stara Dubrava, Kamenica, Devetina, Lišnja, Prnjavor, Hrvaćani, Lepenica und Derventa.

## Galerie

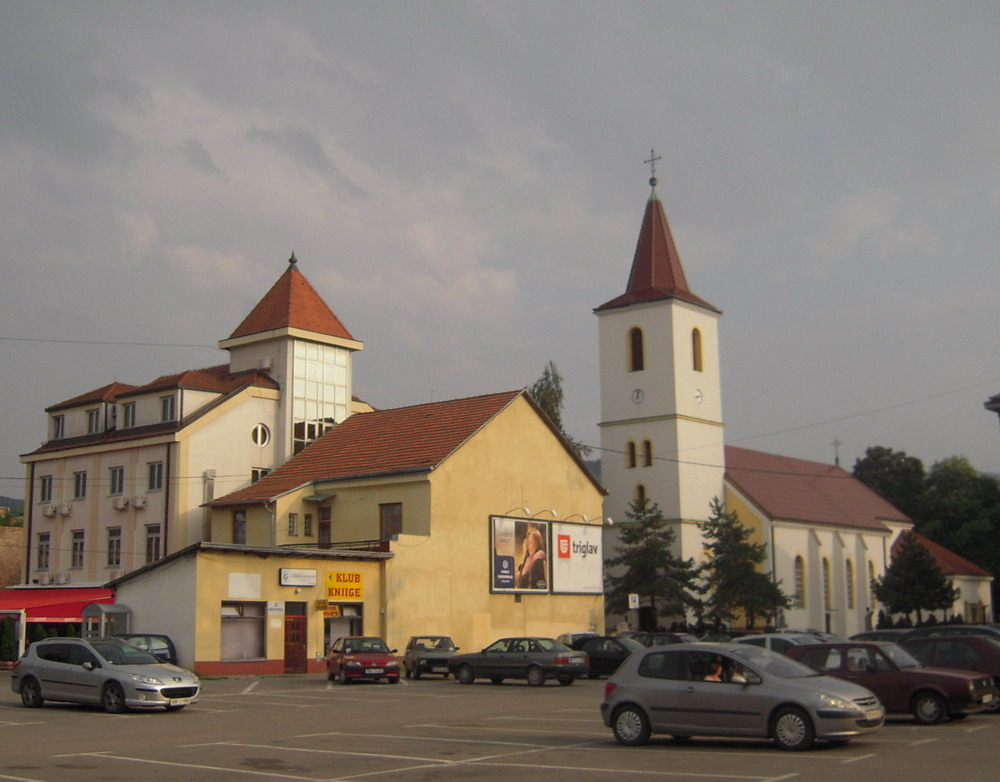
Mariä-Heimsuchung-Kirche in Banja Luka
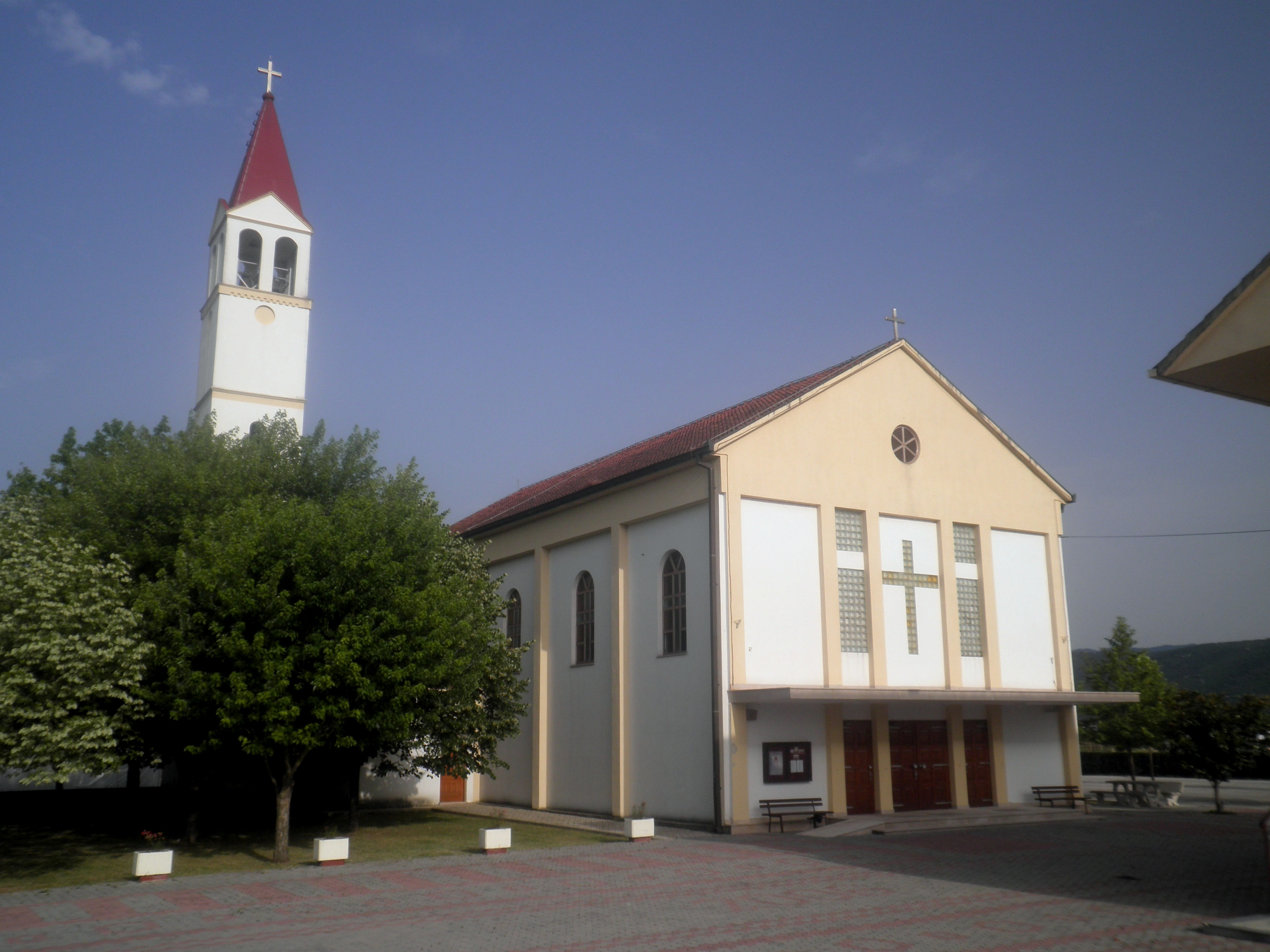
Dreifaltigkeitskirche in Gabela Polje (Čapljina)
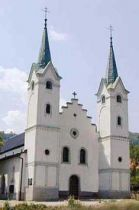
Mariä-Himmelfahrts-Kirche in Dolac (Travnik)
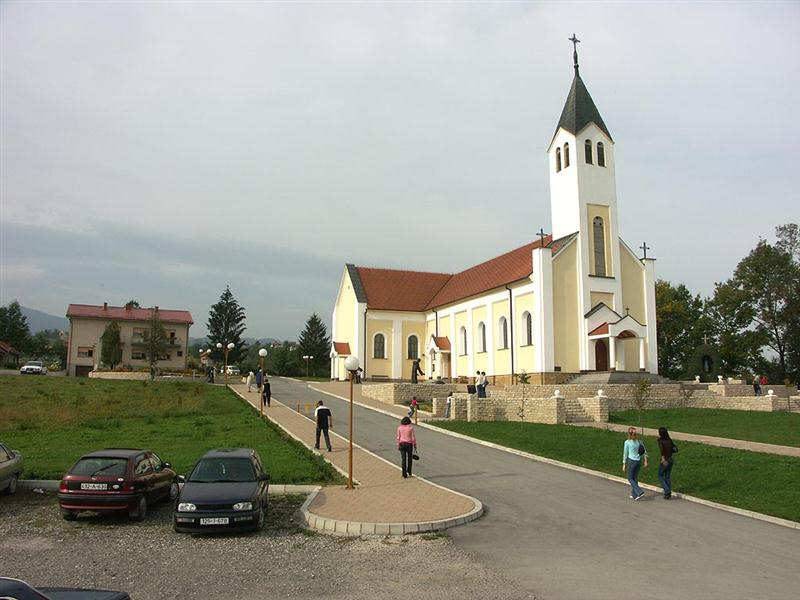
Kirche St. Prophet Elija in Novi Šeher (Maglaj)
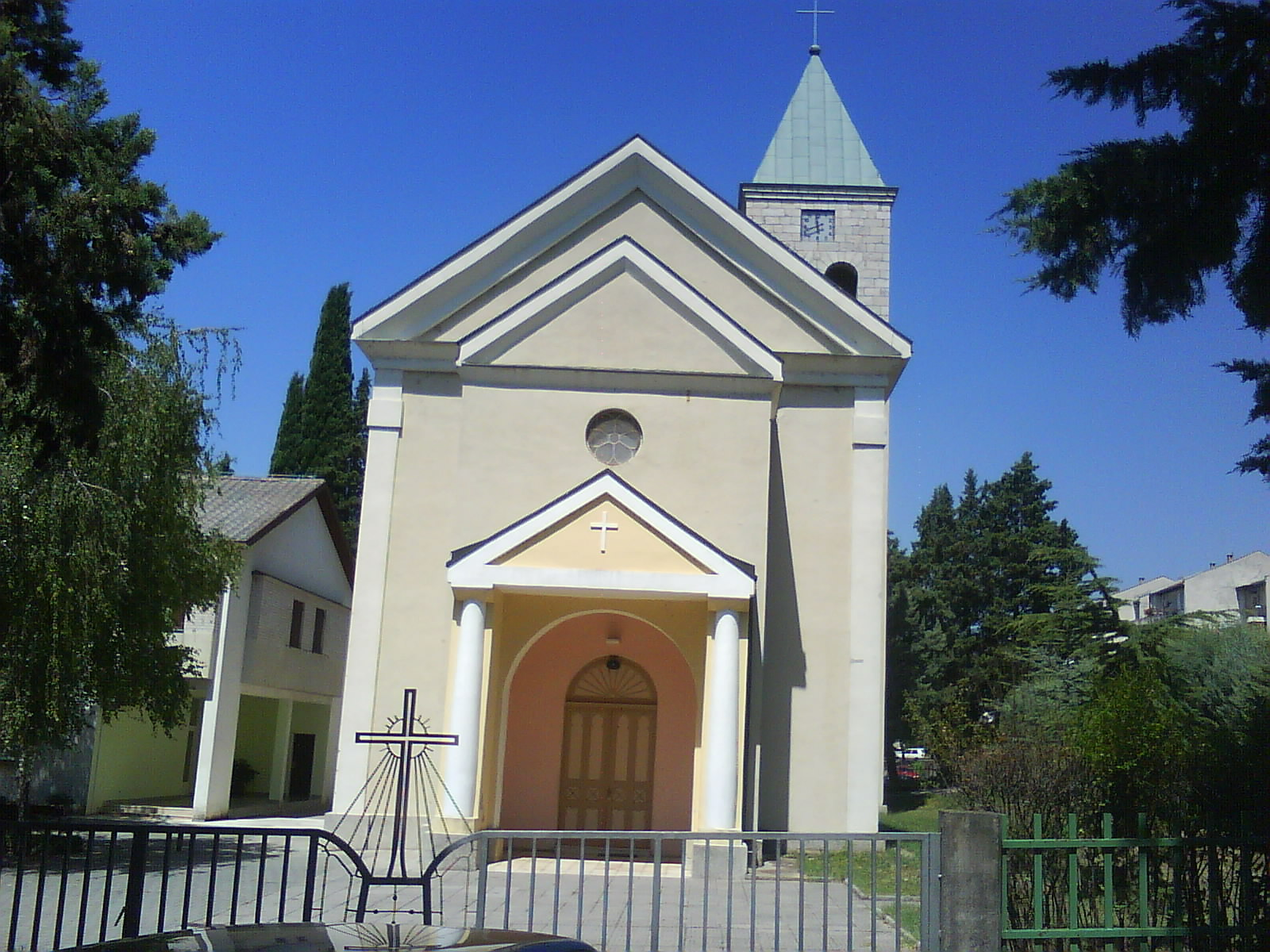
Kirche St. Katharina in Ljubuški
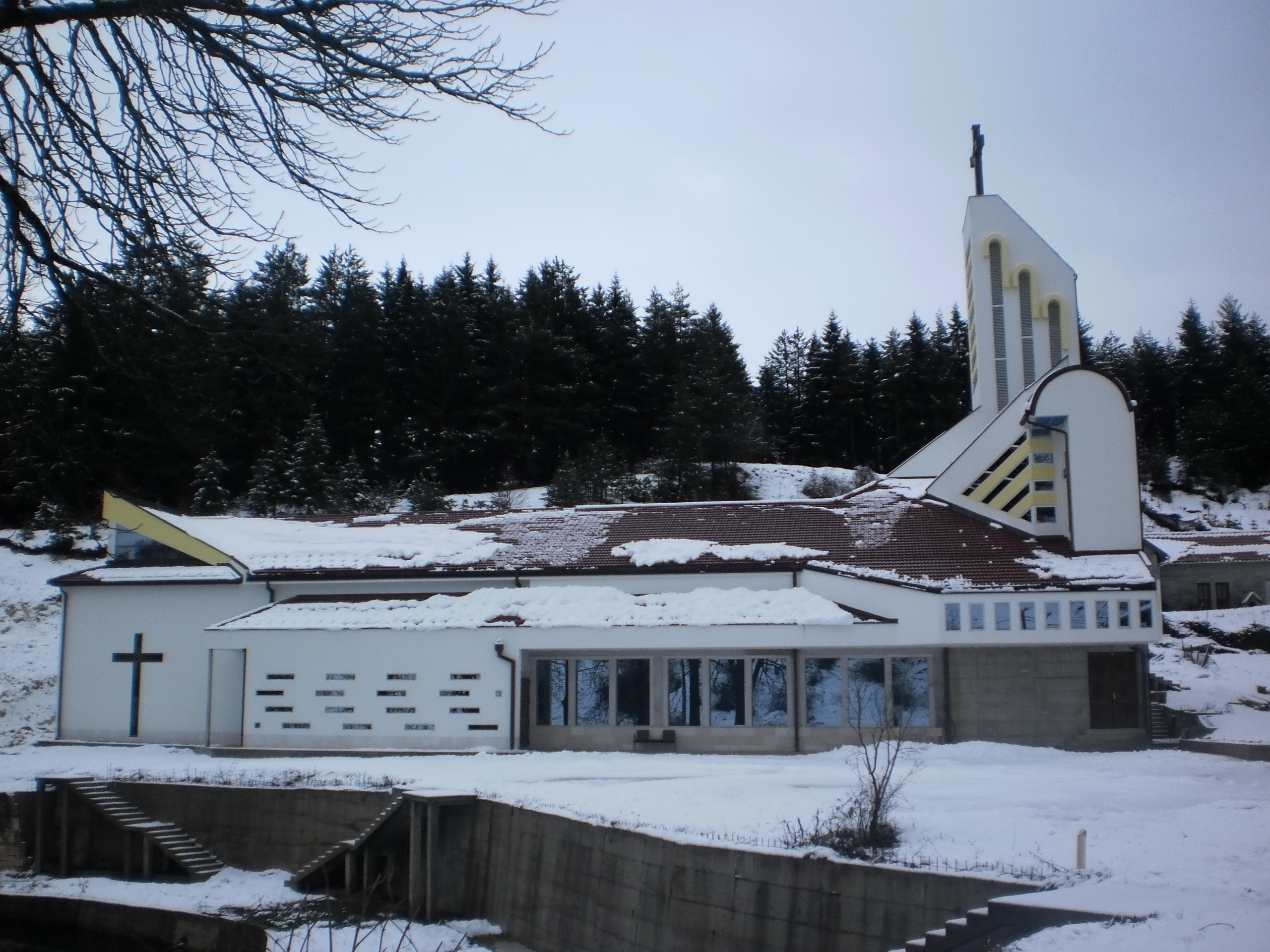
Kirche St. Prophet Elija in Glamoč im Winter
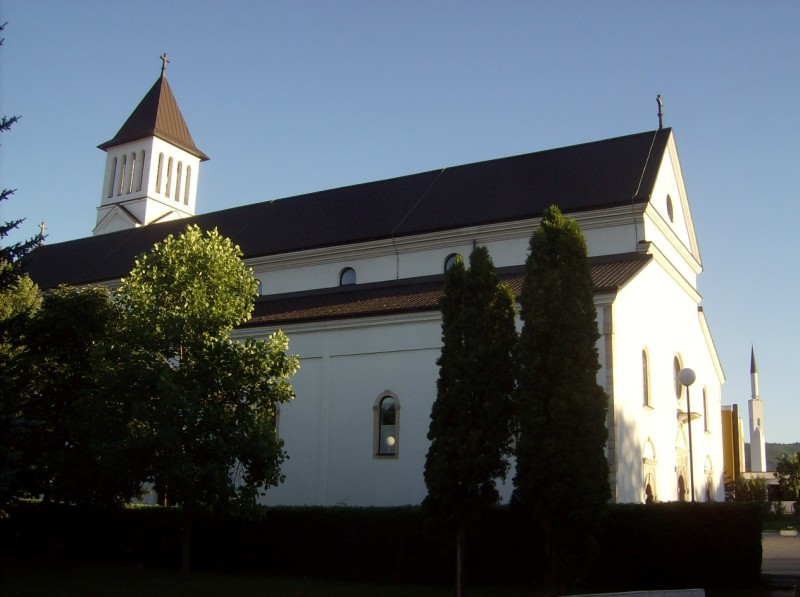
Kirche St. Antonius von Padua in Bugojno
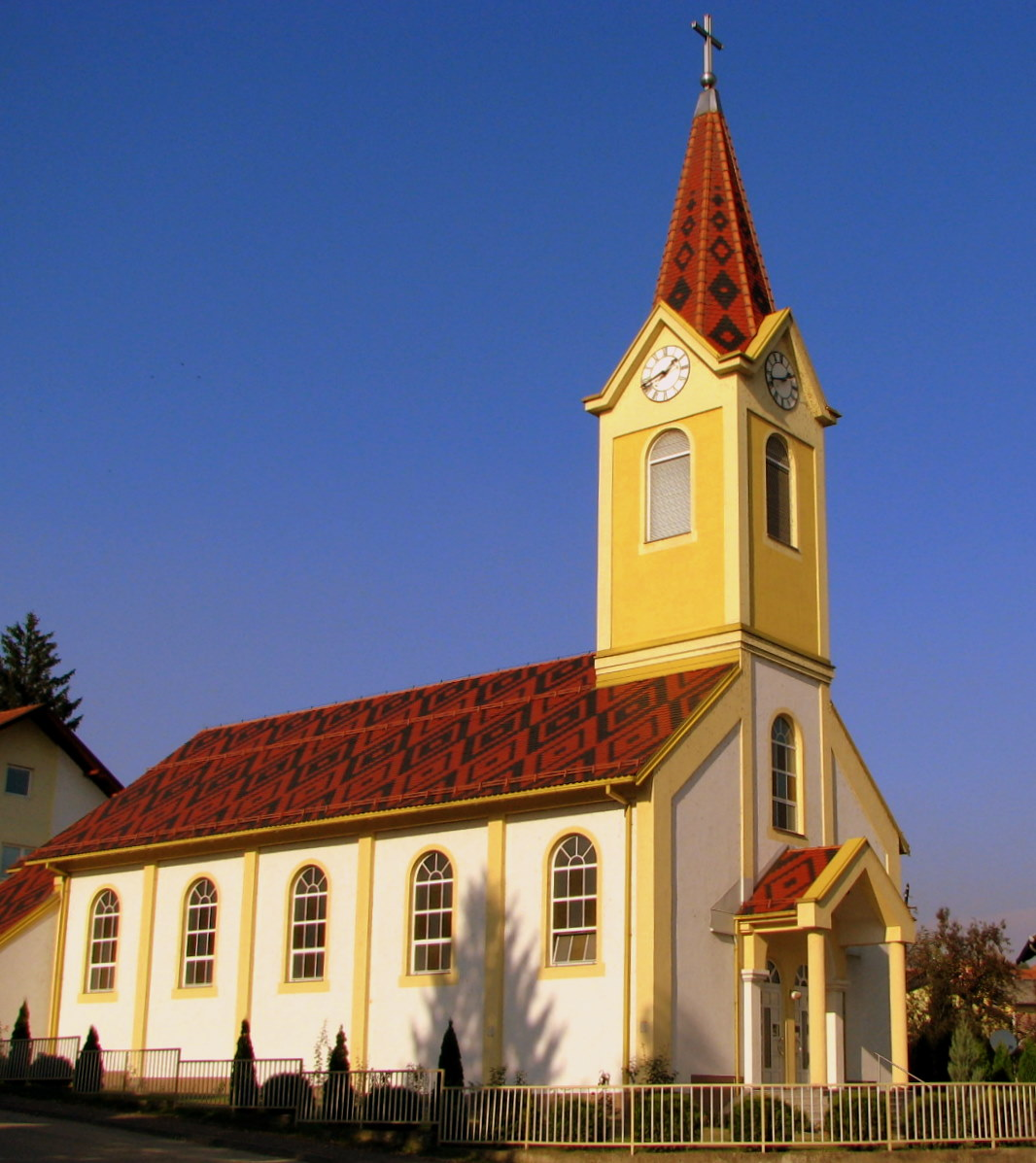
Herz-Jesu-Kirche in Doboj
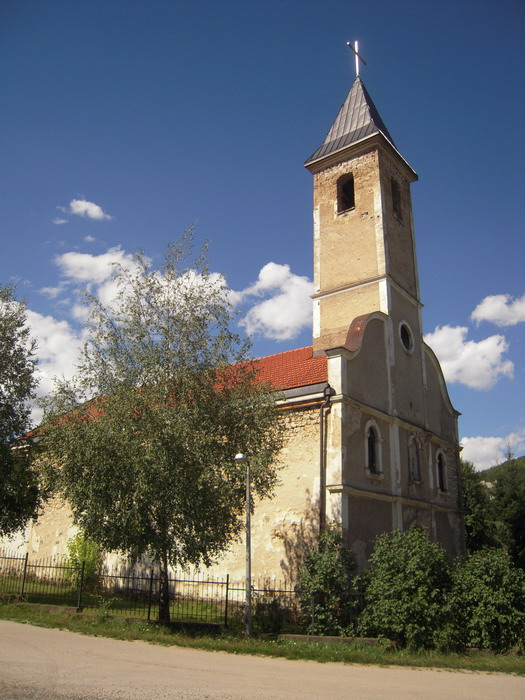
Kirche St. Apostel Phillip und Jakobus der Gerechte in Mrkonjić Grad
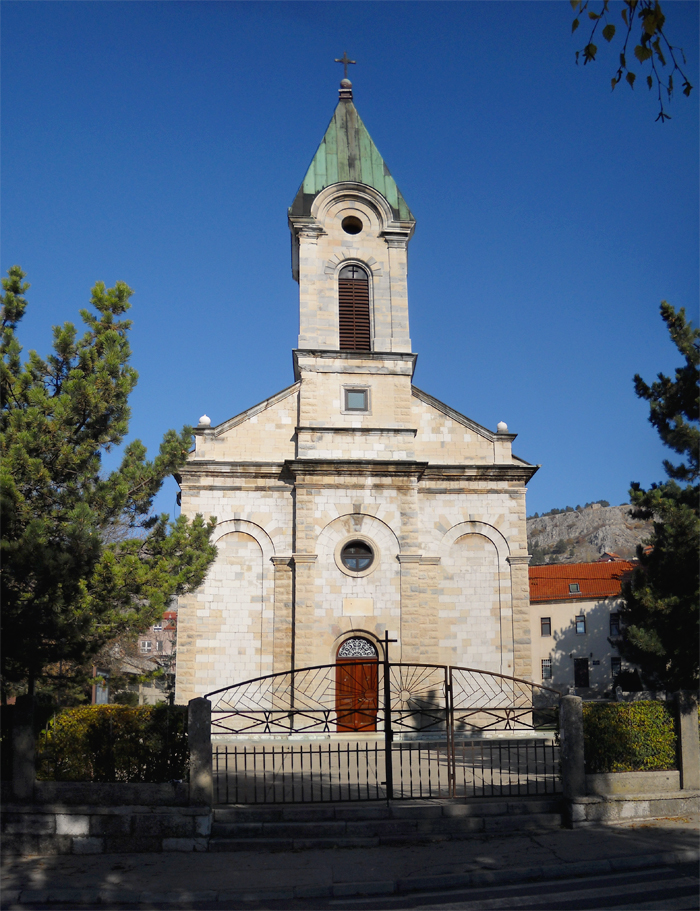
Allerheiligenkirche in Livno, (Herzegowina)
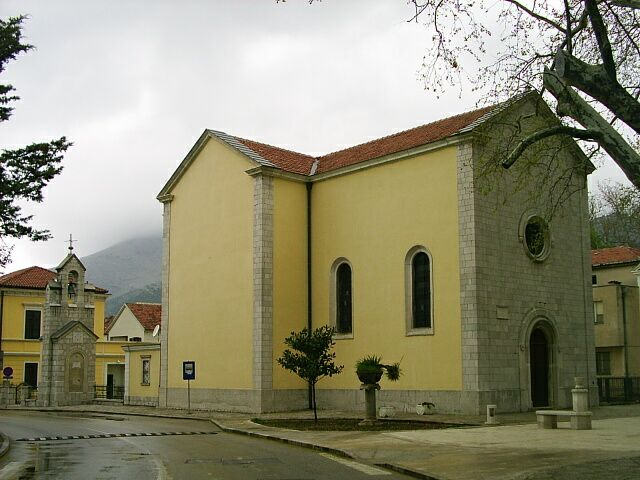
Mariä-Geburt-Kathedrale in Trebinje
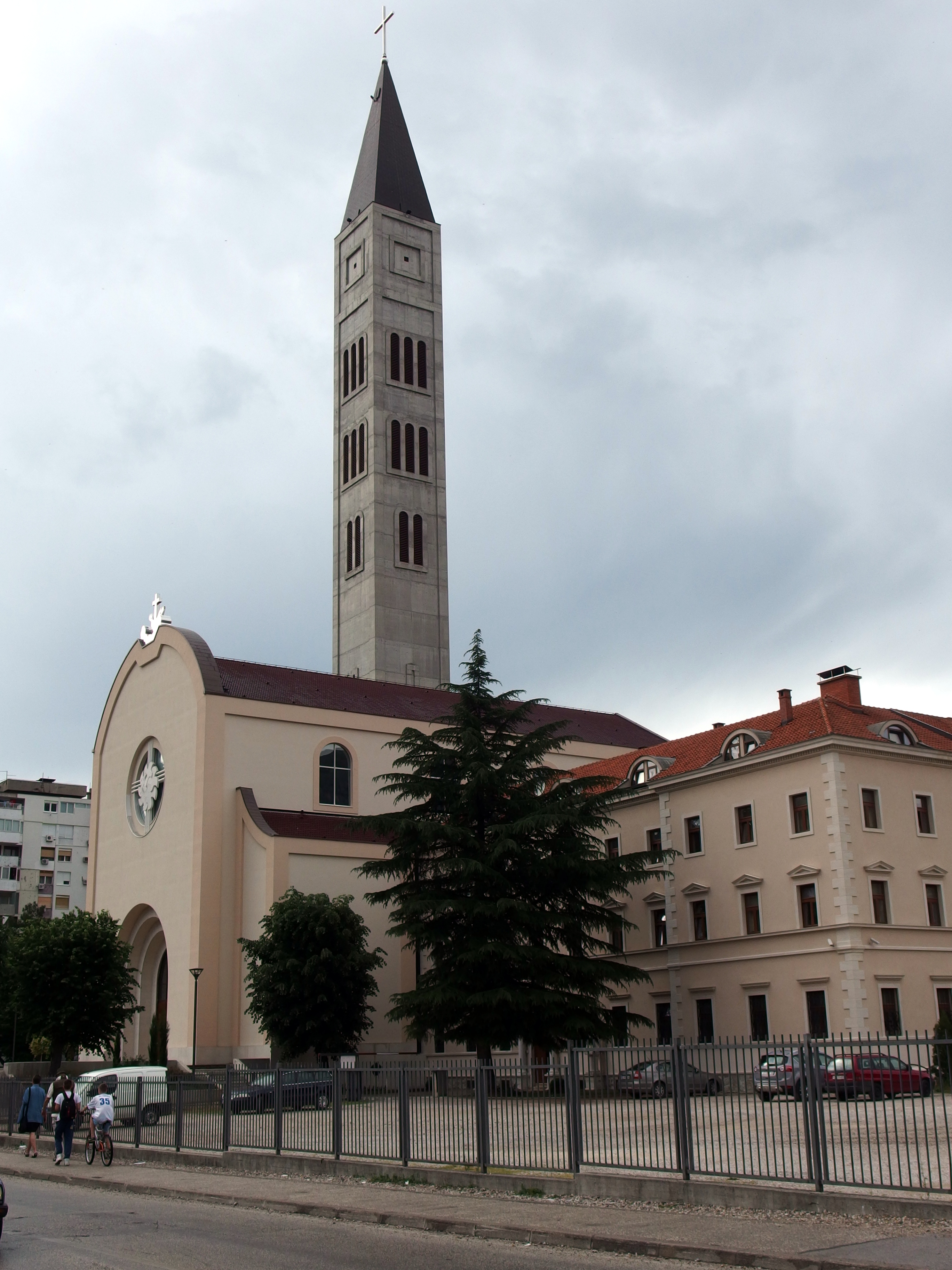
Kirche Hl. Apostel Peter und Paul in Mostar